# Память (посёлок)
Память (бел. Памяць) — посёлок в Столбунском сельсовете Ветковского района Гомельской области Белоруссии.

## Административное устройство
До 11 января 2023 года входил в состав Малонемковского сельсовета. В связи с объединением Столбунского, Малонемковского и Яновского сельсоветов Ветковского района Гомельской области в одну административно-территориальную единицу — Столбунский сельсовет, включен в состав Столбунского сельсовета.  

## География

### Расположение
В 37 км на северо-восток от Ветки, 60 км от Гомеля.

## Транспортная сеть
Транспортные связи по просёлочной, затем автомобильной дороге Светиловичи — Гомель. Планировка состоит из короткой прямолинейной улицы, ориентированной с юго-запада на северо-восток и застроенной деревянными домами усадебного типа.

## История
Основан в начале XX века переселенцами из соседних деревень. В 1926 году в Малонемковском сельсовете Светиловичского района Гомельского округа. В 1930 году создан колхоз «Красный маяк», работала кузница. Во время Великой Отечественной войны 9 жителей погибли на фронте. В 1959 году в составе совхоза «Северный» (центр — деревня Малые Немки).

## Население

### Численность
- 2004 год — 13 хозяйств, 23 жителя.

### Динамика
- 1926 год — 16 дворов, 101 житель.
- 1940 год — 35 дворов, 170 жителей.
- 1959 год — 126 жителей (согласно переписи).
- 2004 год — 13 хозяйств, 23 жителя.